# Prise d'otages de Loyada
Le 3 février 1976, des militants indépendantistes du Front de libération de la côte des Somalis (FLCS) prennent en otages les occupants d'un autobus de ramassage scolaire à Djibouti, alors situé dans le territoire français des Afars et des Issas (TFAI). Le lendemain, une compagnie de légionnaires parachutistes et des membres du groupe d'intervention de la Gendarmerie nationale (GIGN) prennent d'assaut le bus, tuant les ravisseurs présents et libérant la plupart des otages.
Cet événement, en montrant les difficultés du maintien de la présence coloniale française à Djibouti, est une étape importante dans l'accession à l'indépendance du territoire.

## Le détournement du bus
Le 3 février 1976 à 7 h 15, un car militaire effectuant le ramassage scolaire de 31 enfants de militaires dans différentes bases françaises est détourné par des militants indépendantistes armés, dans le quartier d'Ambouli (en), au niveau de la cité du Progrès. Après avoir franchi le barrage qui ceinture Djibouti, puis 15 km de pistes, il parvient à Loyada, poste-frontière avec la Somalie. En fin de matinée, après de premières négociations qui ont permis la libération d'un jeune otage, les premiers ravisseurs font déplacer le bus dans le no man's land jusqu'à une dizaine de mètres du poste de frontière somalien. Selon Ahmed Dini, il y avait six ravisseurs qui cherchaient à sortir de la ville où ils étaient recherchés. Une fois à la frontière, les quatre premiers ravisseurs sont remplacés par d'autres qui se relaient dans le bus et présentent des revendications politiques inspirées par la République démocratique somalie. Les nouveaux ravisseurs sont originaires de Djibouti et de Somalie. Six d'entre eux auraient intégré la police djiboutienne après l'indépendance en juin 1977. Selon les ex-otages et les personnes présentes lors du démarrage de la prise d'otages à Ambouli, il y avait initialement quatre ravisseurs et d'autres seraient ensuite venus de Somalie.
Le car, avec à son bord 31 enfants, le conducteur, qui est un jeune appelé, qui seront rejoints par une assistante sociale aux Armées — qui se porte ensuite volontaire pour soutenir les enfants pris en otages —, est immobilisé dans le no man's land entre les territoires français et somalien, à une dizaine de mètres seulement du poste-frontière somalien de Lawyacado (en).

## L'opération militaire
Les forces armées françaises sont aussitôt mises en alerte dès le début de la prise d'otages. La 2e compagnie du 2e régiment étranger de parachutistes, commandée par le capitaine André Soubirou, en mission de courte durée à la 13e demi-brigade de Légion étrangère, quitte Djibouti pour se déployer à proximité du poste-frontière. Elle est renforcée dans la soirée par les auto-mitrailleuses légères (AML) de l'escadron de reconnaissance. De l'autre côté de la frontière, des soldats somaliens ont pris position derrière les barbelés, conseillés par des agents du pacte de Varsovie. La nuit tombe sans qu'il soit possible de deviner les intentions des preneurs d'otages, au-delà de leur volonté de tuer les enfants si leurs revendications n'aboutissent pas.
Le 4 février, tôt le matin, arrive de métropole un groupe de neuf tireurs d'élite du groupe d'intervention de la Gendarmerie nationale (GIGN) dirigé par le lieutenant Christian Prouteau. Ils sont installés à environ 180 mètres du bus, en avant de la palmeraie proche du poste de frontière français, à proximité des tireurs d’élite de la 13e DBLE et du 2e REP déjà en place. À 300 m du car, la compagnie du 2e REP reste en attente dans la palmeraie à l'ouest du bus, autour du poste du groupement nomade autonome. Les AML de l'escadron de reconnaissance de la 13e DBLE sont à 500 mètres au nord de la position, où un escadron de gendarmerie mobile est également en attente.
Le car avec ses passagers est toujours immobilisé au même emplacement. Les preneurs d'otages auraient été renforcés par des éléments venus de Somalie. Des soldats réguliers somaliens sont installés de part et d'autre du poste-frontière.
Le général Pierre Brasart, commandant supérieur des Forces armées du territoire français des Afars et des Issas (TFAI), dirige les opérations depuis son PC situé entre la palmeraie et les autres positions militaires françaises.
À 15 h 45, les tireurs d'élite du GIGN ouvrent le feu et tuent cinq preneurs d'otages (dont un est tué au deuxième coup de feu), utilisant à cette occasion pour la première fois la technique du « tir simultané » mise au point en 1974 : chaque tireur d'élite indique en code par radio lorsqu'il a la possibilité d'ouvrir le feu sur la cible. Quand chacun est prêt, l'ordre de tir est donné par le terme « zéro ». Chaque tireur compte alors trois secondes et déclenche le tir.
Dans la dizaine de minutes qui suit, le GIGN tue d'autres ravisseurs. Les soldats somaliens postés de l'autre côté de la frontière ripostent notamment avec des mitrailleuses MG42 positionnées dans la palmeraie. À partir du poste-frontière, d'autres soldats tirent aussi sur les gendarmes du GIGN et sur les légionnaires qui se précipitent vers le bus. Un sixième preneur d'otage, sans doute parti du poste-frontière somalien, réussit à entrer dans le bus, à s’emparer d'un enfant, avant d'être tué par un gendarme du GIGN et un légionnaire lorsqu'ils pénètrent dans le car. Dans sa chute, le ravisseur aurait vidé le chargeur de son arme au hasard et blessé plusieurs enfants, dont deux fillettes qui ne survivront pas.
Selon les enfants et le chauffeur, le sixième terroriste, venu probablement du poste-frontière, a ensuite longé le bus avant de tirer en direction de l'angle arrière droit du car. C’est ce tir qui aurait tué la jeune Nadine Durand et blessé gravement le chauffeur du car Jean-Michel Dupont, ainsi que plusieurs autres enfants, dont la jeune Valérie Geissbuhler, qui décédera dans la semaine suivant son rapatriement à Paris. Cependant, une piste affirme que Nadine Durand aurait été tuée par le tir d'un militaire français,.
Dans le même temps, la 2e compagnie du REP donne l'assaut tandis que les AML se déploient en ligne face à la frontière. Les légionnaires sont pris sous les tirs d'armes automatiques venant du côté somalien, qui sont rapidement neutralisés par les AML. Les sections de la 2e compagnie pénètrent dans le car et en extraient les enfants et les deux adultes qui sont mis à l'abri. À 16 h 5, l'action est terminée.

## Bilan
- 2 fillettes ont été tuées : Nadine Durand, qui décède sur place, et Valérie Geissbuhler, qui meurt le 7 février après avoir été transférée et opérée à l'hôpital du Val-de-Grâce à Paris ;
- 5 autres enfants ont été blessés dont plusieurs grièvement et certains resteront handicapés à vie comme Josiane Rajerison et David Brisson. Ayant perdu l'œil gauche et une partie du visage sous l'effet des coups de crosse répétés d'un preneur d'otages, il fera une première tentative de suicide au milieu des années 1980 et finira par se suicider en 2014. Il est parfois considéré comme « la troisième victime de Loyada »[11],[12] ;
- 1 garçon de six ans, Franck Rutkovsky, a été emmené à Hargeisa en Somalie et a été libéré dans la semaine à l'ambassade de France à Mogadiscio, après de longues tractations[13] ;
- 2 militaires non combattants, à savoir le chauffeur de bus Jean-Michel Dupont et l'assistante sociale Jehanne Bru, ont été blessés[8],
- le lieutenant Jean-Jacques Doucet, chef de la 1re section de la 2e compagnie, a été grièvement blessé dans l'action ;
- 7 preneurs d'otage ont été tués ;
- le nombre de soldats somaliens tués dans l'accrochage reste indéterminé. D'après le bilan donné par le gouvernement somalien le 10 février, 15 Somaliens ont été tués et 14 blessés[14].

## Demande de reconnaissance de la qualité de victimes
En 2019, les familles des victimes brisent le silence et réclament des réparations à l'État. Hans Geissbuhler, ancien pilote d'hélicoptère d'élite, 75 ans, a longtemps gardé le silence sur la perte de sa fille Valérie, 7 ans. Pendant 43 ans, les familles des victimes ne se sont jamais rencontrées mais, après les attentats du Bataclan, Paul Vitani, le frère aîné de deux otages, a entrepris de les réunir et de les faire reconnaître comme victimes d'attentat à travers une association : "Les oubliés de Loyada". Pour Geissbuhler ou l'ancien otage Franck Rutkovsky, cette initiative est une occasion rare de recevoir un soutien car, disent-ils, « L'État nous a abandonnés », évoquant la douleur de la perte, la cadette traumatisée, la famille déchirée, et le manque de réponses aux courriers depuis 1976,,.

## Culture populaire
Ces évènements réels ont servi de base pour le scénario du film franco-belge L'Intervention, sorti en 2019, lequel présente de nombreuses différences avec la réalité dans le récit, ce qui est précisé à la fin du film.

### Filmographie
- L'Intervention (2019), film franco-belge de Fred Grivois. Fiction inspirée par la prise d'otages. Mais le scénario s'écarte très largement des comptes rendus officiels ou des récits qui en ont été faits par les acteurs principaux.
- [vidéo][Production de télévision] « Les enfants otages de Loyada : la France sous pression », Fabrice Drouelle (présentateur), Marine Haag (réalisatrice), Thomas Arbez (producteur), dans Affaires sensibles, 2024, 46 min, France Télévisions / France Inter / Institut National de l'Audiovisuel (INA) / france.tv presse